# 1543.
◄ | 15. stoljeće | 16. stoljeće | 17. stoljeće | ►
◄ | 1510-ih | 1520-ih | 1530-ih | 1540-ih | 1550-ih | 1560-ih | 1570-ih | ►
◄◄ | ◄ | 1540. | 1541. | 1542. | 1543. | 1544. | 1545. | 1546. | ► | ►►
Arhitektura • Astronomija • Glazba • Kazalište • Kiparstvo • Knjige • Književnost • Kršćanstvo • Medicina • Politika • Pravo • Promet • Slikarstvo • Znanost

## Događaji
- Osmanlije su zauzeli Valpovo, Stupčanicu, Orahovicu, Bijelu Stijenu, a zahvaljujući seljačkoj buni i Kraljevu Veliku

## Rođenja
- 31. siječnja – Tokugawa Ieyasu, prvi Tokugawa šogun († 1616.)
- 16. veljače – Kano Eitoku, slikar († 1590.)
- 14. rujna – Claudio Acquaviva, jezuit († 1615.)
- Sonam Gyatso, III. Dalaj Lama († 1588.)

## Smrti
- 13. veljače – Johann Eck, njemački katolički teolog (* 1486.)
- 21. veljače – Ahmad Granj, adalski imam (* ca. 1507)
- 24. svibnja – Nikola Kopernik, poljski astronom (* 1473.)
- 2. lipnja – Šimun Bakač Erdődy, biskup i ban (* 1492.)
- 29. studenog – Hans Holbein Mlađi, slikar (* ca. 1498.)
- Stefan Štiljanović, plemić i svetac
- Franjo Frankapan, velikaš, nadbiskup, diplomat
- Al-Mutawakkil III, posljednji kairski kalif
- Šehzade Mehmed, drugi Sulejmanov sin (* ca. 1521.)
- Petar Erdedi Stariji, plemić u Hrvatskoj

## Vanjske poveznice
|  | Zajednički poslužitelj ima još gradiva o temi 1543. |